# Ana Vásquez-Bronfman
Ana Vásquez-Bronfman (Santiago, 18 de diciembre de 1931-París, 18 de noviembre de 2009) fue una socióloga y escritora chilena.

## Biografía
Hija de migrantes ucranianos y rusos, Ana Luisa Bronfman Weinstein nació el 18 de diciembre de 1931 en Santiago, Chile. Estudió psicología y obtuvo un minor en francés en la Universidad de Chile.
Entre 1967 y 1973 impartió clases en la Escuela de Sociología de la Universidad de Chile. Tras el golpe militar de 1973, se exilió en Francia al año siguiente. Una vez instalada en París, trabajó como profesora e investigadora en el Centro Nacional de Investigaciones Científicas.
Gran parte de su obra literaria se centró en la herencia cultural de los judíos en la América Latina predominantemente católica, los efectos de la dictadura militar sobre los derechos humanos y los prejuicios raciales y el exilio. Su investigación evaluó la psicosociología de los niños y la sexualidad de las mujeres.
Escribió seis novelas, incluyendo Los mundos de Circe, el cual ganó en Chile el Premio del Consejo Nacional del Libro a la mejor novela inédita en 1999. Sus novelas y cuentos han sido traducidos y publicados en Francia, Alemania, Inglaterra y Holanda.

## Novelas
- Los búfalos, los jerarcas y la huesera (1977)
- Abel Rodríguez y sus hermanos  (1981)
- Sebasto's Angels (1985)[4]
- Mi amiga Chantal (1991)
- Los mundos de Circe (1999)
- Las jaulas invisibles (2002)